# Шахта «Північна» (Сніжне)

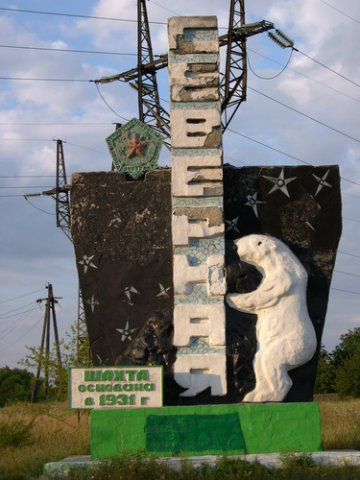
Пам'ятний знак — вказівник до шахти № 33 «Північна»

ДП "Шахта «Північна» (на стадії реорганізації). Входить до ВО «Сніжнеантрацит». Розташована у місті Сніжне Донецької області.
Фактичний видобуток 1507/591 т/добу (1990/1999).
Максимальна глибина 615 м (1990—1999). Протяжність підземних виробок 56,8/59,9 км (1990/1999). У 1990—1999 розробляла відповідно пласти h2, h2' та h6 потужністю 0,6-1,0 м, кути падіння 15-38°.
Кількість очисних вибоїв 6/4, підготовчих 6/5 (1990/1999).
Кількість працюючих: 1837/1576 осіб, в тому числі підземних 1288/1083 осіб (1990/1999).
Адреса: 86585, вул. П'ятницького, м. Сніжне, Донецької обл.